# Église St Marylebone
L'église paroissiale St Marylebone est une église anglicane, située sur Marylebone Road à Londres. L'édifice actuel, construit de 1813 à 1817 sur les plans de Thomas Hardwick, est le troisième emplacement choisi par la paroisse depuis sa création, aux alentours de l'an 1200.

## Historique

### Premières églises
La première église de la paroisse était située près d'Oxford Street, à proximité de l'actuelle Marble Arch. Elle était dédiée à St Jean l'Evangéliste.

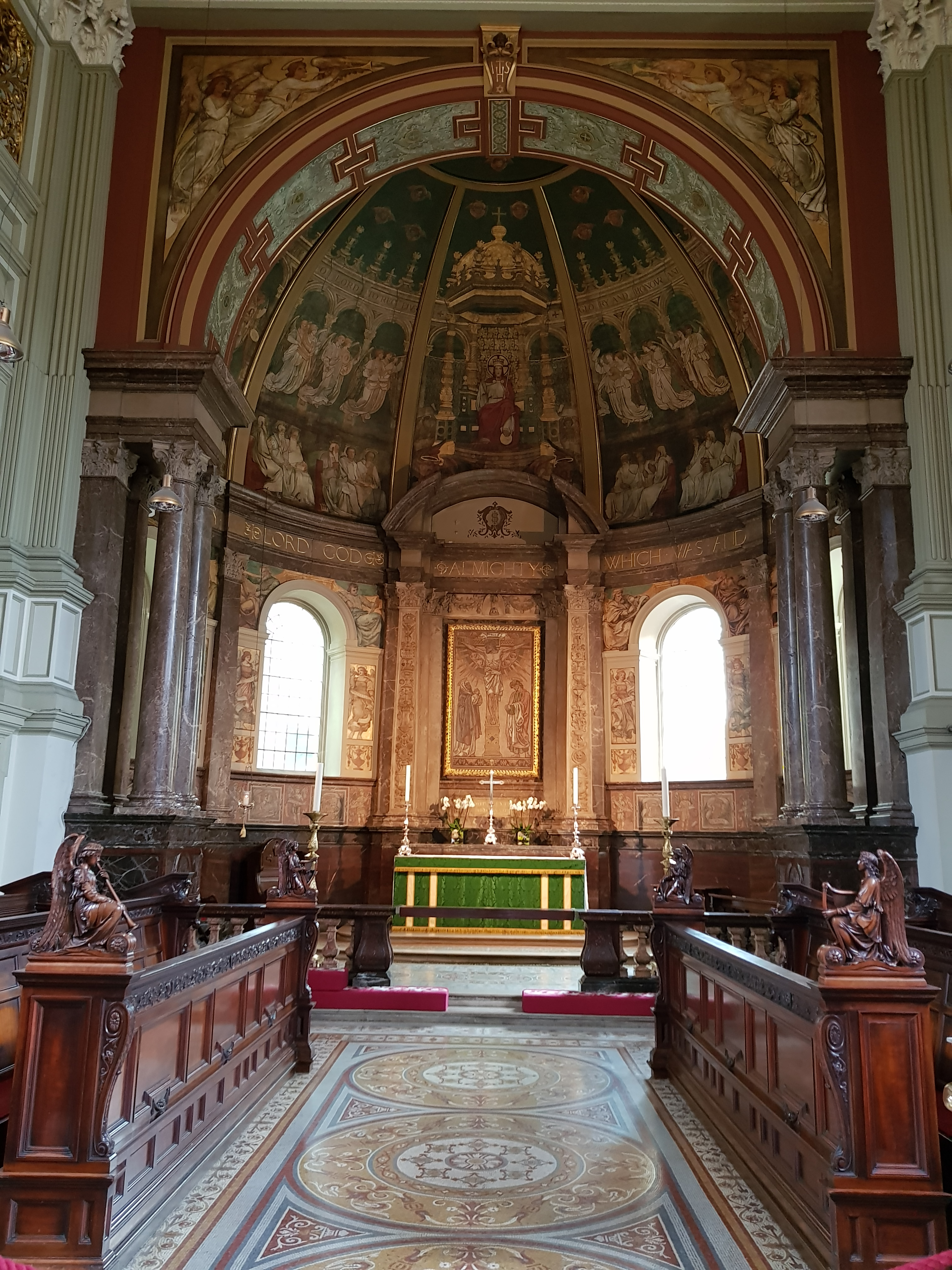
Chœur.

La deuxième, dédiée à la Vierge Marie, fut construite vers 1400 à l'extrémité nord de Marylebone Street, plus près de Marylebone Village. C'est ici que fut célébré le mariage de Francis Bacon en 1606. L'intérieur fut représenté par William Hogarth dans la scène du mariage de sa fameuse série de huit tableaux, La Carrière d'un libertin (1735). Vers 1722, la congrégation était si importante que fut décidée la construction d'une petite chapelle d'aisance, connue comme Marylebone Chapel. L'église est démolie en 1740. Elle donna son nom au quartier où elle était située, Marylebone.
On édifia sur le site une troisième petite église qui ouvrit en avril 1742. Elle vit le baptême de Lord Byron en 1788, de même que le baptême d'Horatia Nelson, fille de Lord Nelson ainsi que le mariage de Richard Brinsley Sheridan. Elle devint à son tour chapelle d'aisance en 1818 au profit d'une nouvelle église paroissiale. Démolie en 1949, le site est aujourd'hui un jardin public.

### Église actuelle

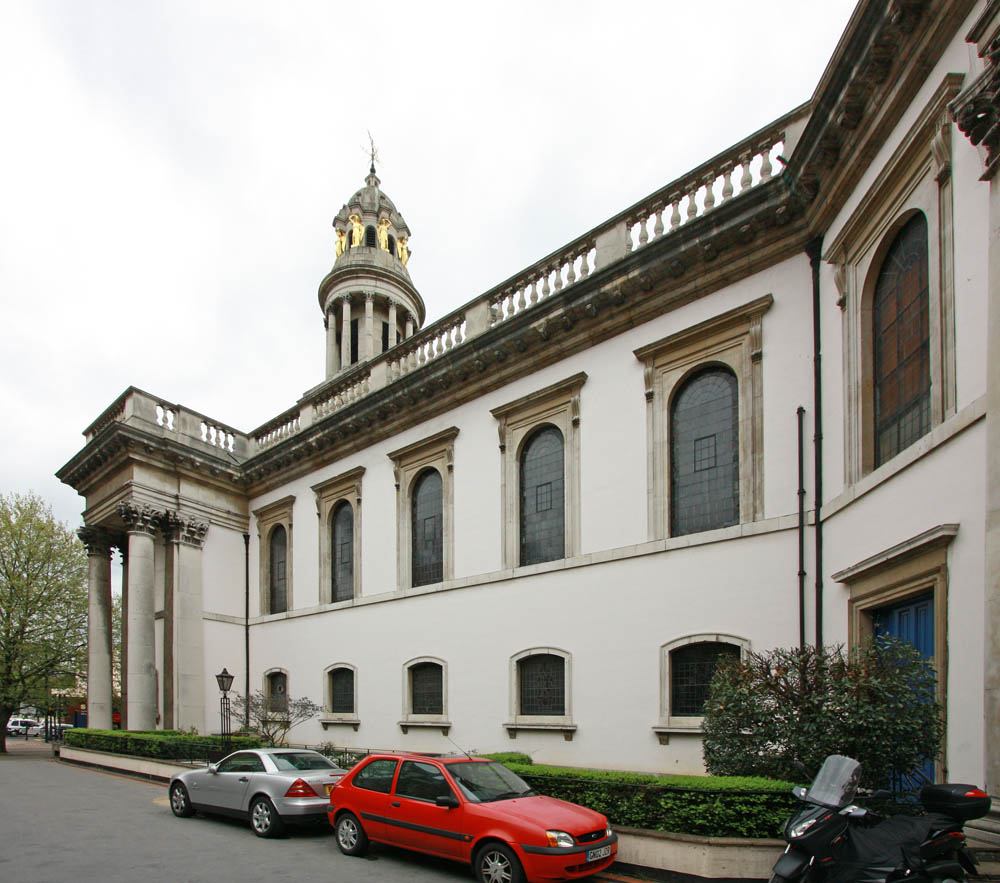
Façade sud.

Elle fut conçue sur des plans originaux de Thomas Hardwick ; la première pierre de l'édifice fut posée le 5 juillet 1813 et il fut achevé en 1817. Charles Dickens y baptisa son fils. C'est aussi ici que fut célébré le mariage de Robert Browning et de Elizabeth Barrett Browning en 1846. En 1957, on y tourna la scène correspondante du film Miss Ba de Sidney Franklin qui raconte leur histoire.
L'église fut remaniée en 1826 et 1882. Pendant la Seconde Guerre mondiale, une bombe tombée dans le cimetière tout proche en brisa tous les vitraux ; le plafond fut traversé en deux endroits au-dessus du retable par des pièces métalliques issues de la cour de l'école, et l'église fut fermée pour travaux jusqu'en 1949.

## Source
- (en) Cet article est partiellement ou en totalité issu de l’article de Wikipédia en anglais intitulé « St Marylebone Parish Church » (voir la liste des auteurs).